# 芙蓉菊
芙蓉菊（学名：Crossostephium chinense），台湾误称为蕲艾，又名千年艾、芙蓉、海芙蓉、白芙蓉、玉芙蓉、香菊、白香菊、白石艾、白艾、日本海芙蓉，是菊科芙蓉菊屬的植物，是亞洲的特有植物。分布在台灣、中南半岛、日本、菲律宾以及中国大陆的中南及东南等地，多生在海岸林中。

## 圖片

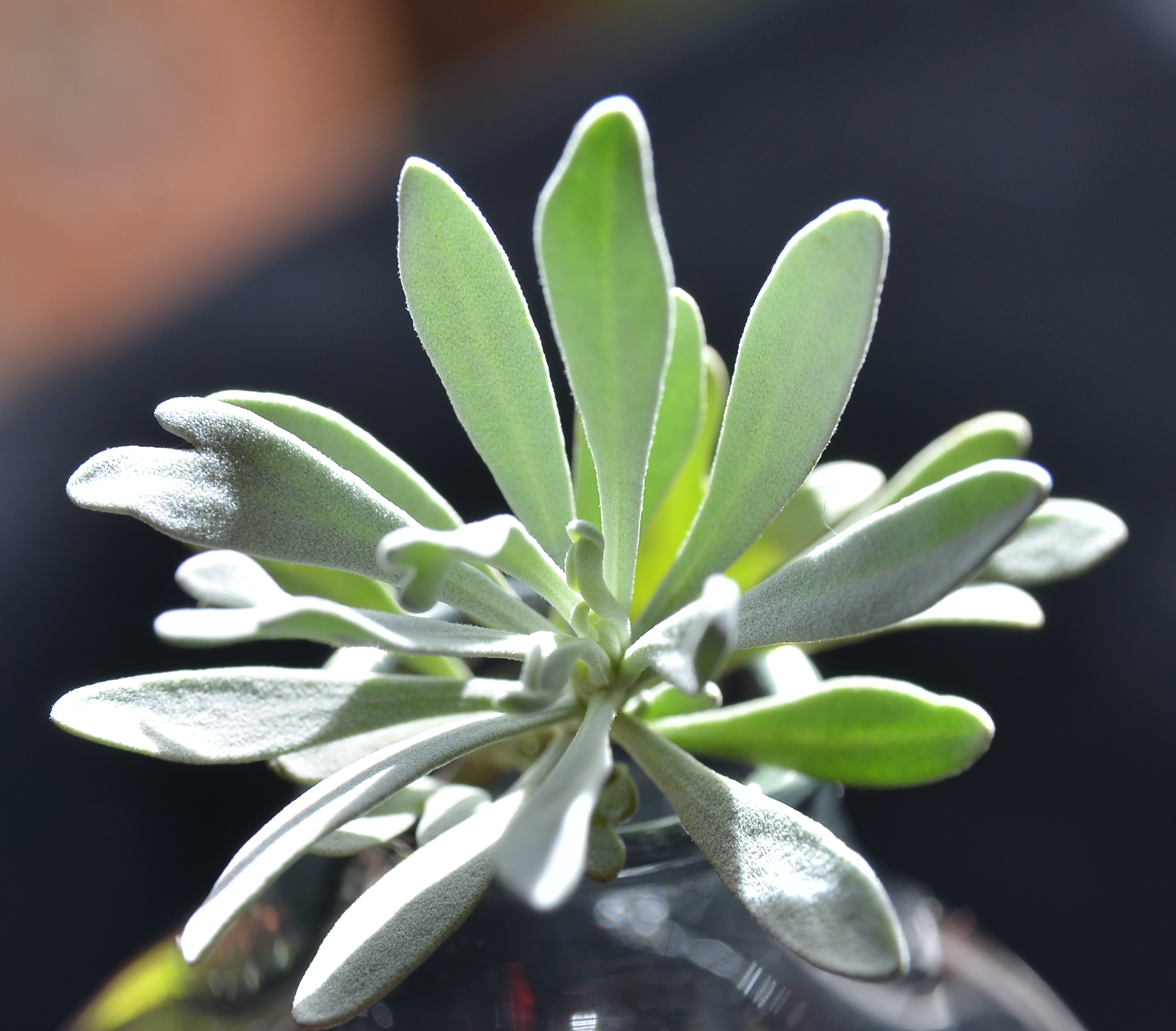
灰白色絨毛
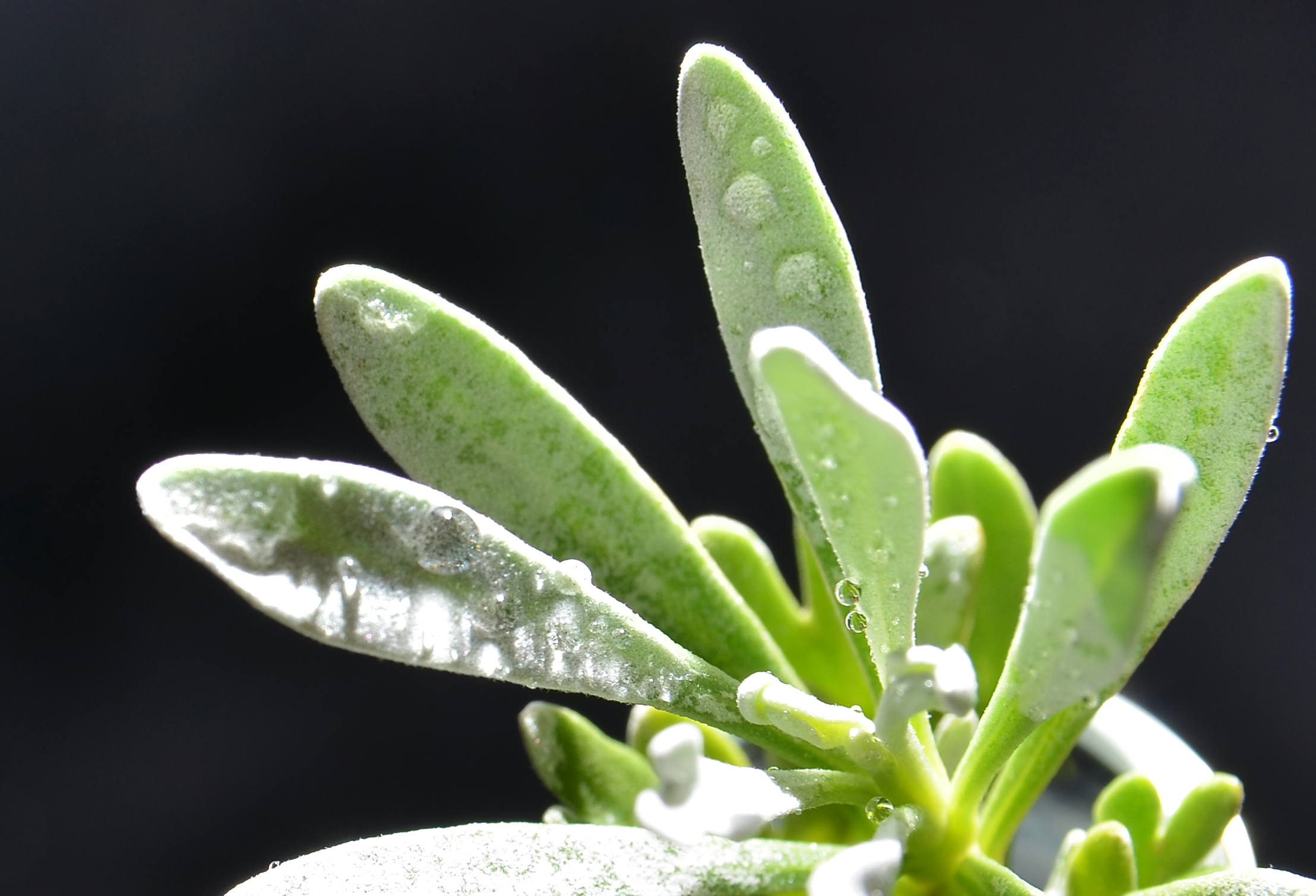
喜高溫、乾燥和陽光充足的環境

## 註解
1. ↑  繁：，简：，拼音：，注音：，音同「其」。[1]蕲艾指蕲春之艾草，而蕲春根本不产此种。

## 外部連結
- 芙蓉菊, Furongju （页面存档备份，存于） 藥用植物圖像數據庫 (香港浸會大學中醫藥學院) （繁體中文）（英文）